# Kirani James
Pour les articles homonymes, voir James.
Kirani James (né le 1er septembre 1992 dans la paroisse de Saint John) est un athlète grenadien, spécialiste du 200 et du 400 mètres.
Champion du monde du 400 m à dix-huit ans en 2011 à Daegu, un an seulement après son titre mondial junior, il devient dès l'année suivante le premier médaillé olympique de l'histoire de son pays en s'imposant sur cette même distance lors des Jeux de Londres. Il est également le seul athlète grenadien de l'histoire à avoir remporté à la fois un titre mondial et olympique.
Il décroche deux autres médailles olympiques au cours de sa carrière, une en argent à Rio de Janeiro en 2016 et une en bronze à Tokyo en 2021.

## Carrière sportive

### Une progression rapide
Il remporte en 2007 à l'âge de quatorze ans le titre du 400 m des Jeux de la Carifta en réalisant le temps de 47 s 86. Plus tard dans la saison, à Ostrava, il se classe deuxième des Championnats du monde jeunesse, compétition mettant aux prises les meilleurs athlètes internationaux de moins de dix-huit ans, et établit à cette occasion en 46 s 96 la meilleure performance jamais réalisée sur 400 mètres par un athlète de cette catégorie d'âge.

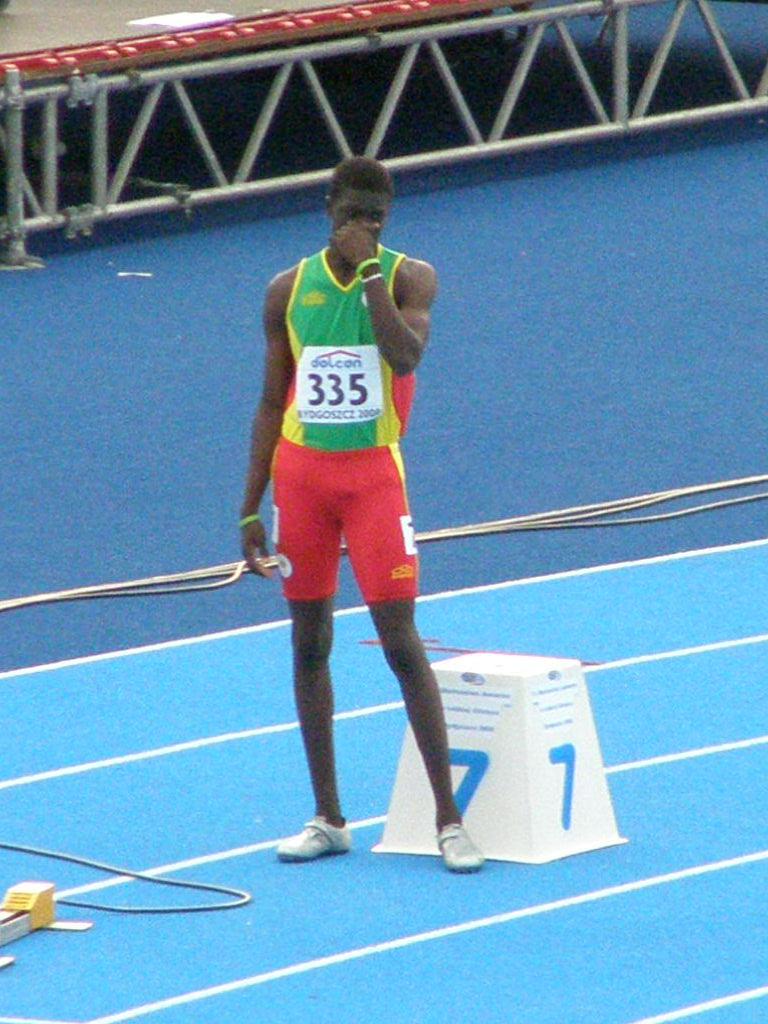
Kirani James lors des Championnats du monde juniors de 2008

L'année suivante, Kirani James conserve son titre des Jeux de la Carifta et s'impose par ailleurs dans l'épreuve du 200 m en 21 s 38. Il se classe ensuite deuxième du 400 mètres des Championnats du monde juniors de Bydgoszcz, derrière l'Américain Marcus Boyd, et améliore son record personnel en 45 s 70. Il participe fin octobre aux compétitions juniors des Jeux du Commonwealth et remporte le titre du 400 m en 46 s 66.
En 2009, le Grenadien s'impose pour la troisième fois consécutive lors des Jeux de la Carifta, améliorant à cette occasion le record des championnats du 400 m (45 s 45) détenu depuis 2003 par le Jamaïcain Usain Bolt (46 s 35). Il remporte ensuite les Championnats du monde jeunesse de Bressanone en réussissant un doublé historique sur 200 m (21 s 05) et 400 m (45 s 24). Puis, il s'impose lors des Jeux panaméricains juniors en 45 s 43. Il reçoit de nombreuses propositions de bourses d'études de la part d'universités américaines mais opte finalement pour celle de l'Alabama. Début 2010, et à dix-sept ans seulement, il est élu sportif de Grenade de l'année.
Auteur de 20 s 94 sur 200 m en avril 2010 à College Station, il améliore également son meilleur temps sur 400 m en 45 s 02 à l'occasion des Jeux de la Carifta, enlevant à cette occasion son quatrième titre consécutif sur le tour de piste. Il décroche ensuite à Eugene le titre NCAA du 400 m en 45 s 05 et devient le premier athlète de l'Université de l'Alabama titré dans cette compétition. Lors des Championnats du monde juniors disputés fin juillet à Moncton, au Canada, Kirani James remporte le titre mondial en 45 s 89, devant le Hongrois Marcell Deák-Nagy.

### 2011: Champion du monde à dix-huit ans

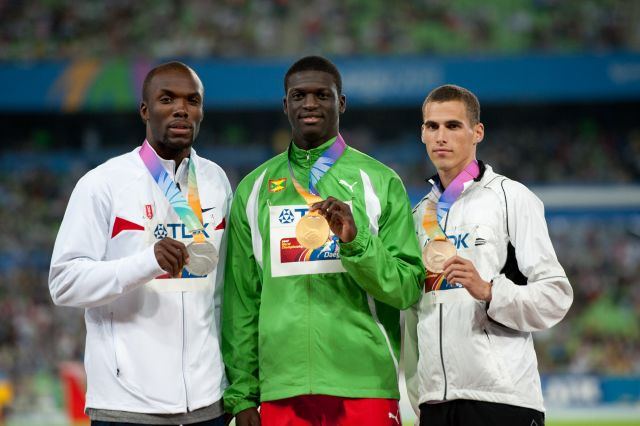
Kirani James sur la plus haute marche du podium des Championnats du monde 2011. LaShawn Merritt est 2e, Kévin Borlée 3e

Le 21 janvier 2011, il réalise la meilleure performance mondiale de l'année sur 200 m avec un temps de 20 s 58, néanmoins battue le 27 février par l'Allemand Sebastian Ernst. Ce même 27 février, Kirani James descend pour la première fois de sa carrière sous la barrière des 45 secondes sur 400 m en réalisant 44 s 80 à Fayetteville en finale des Championnats régionaux universitaires du Sud-Est (SEC). Il améliore de 13 centièmes le record du monde junior détenu depuis 2006 par Lashawn Merritt, et devient par la même occasion le troisième « performeur » en salle de tous les temps derrière Kerron Clement et Michael Johnson. Le 15 mai 2011, James descend une nouvelle fois sous les 45 secondes en emportant la réunion inter-universitaire d'Athens dans le temps de 44 s 86, nouveau record personnel.
Il dispute sa première compétition sur le circuit professionnel le 5 août 2011 lors du meeting de Londres, douzième étape de la Ligue de diamant 2011. Kirani James s'impose dans le temps de 44 s 61, améliorant de 25 centièmes de seconde son record personnel, et établissant provisoirement la meilleure performance mondiale de l'année devant les 44 s 65 de son compatriote Rondell Bartholomew.
Encore junior, il devient champion du monde du 400 m, apportant ainsi la première médaille mondiale pour son pays, le 30 août 2011 lors des Championnats du monde d'athlétisme de Daegu. En 44 s 60, il devance le champion olympique et double champion du monde en titre LaShawn Merritt de trois centièmes de seconde,. Kirani James devient également le premier champion du monde « jeunesse » et junior du 400 m à remporter les Championnats du monde, après seulement trois années de compétition. À 18 ans et 363 jours, il est le troisième plus jeune athlète masculin à remporter un titre mondial sur piste après Ismael Kirui et Eliud Kipchoge,.
Il remporte l'épreuve du 400 m de la Ligue de diamant 2011 en s'imposant lors de dernière épreuve du Weltklasse Zurich, devant LaShawn Merritt et Jermaine Gonzales. Il améliore à cette occasion son record personnel en 44 s 36, à un centième de seconde seulement de la meilleure performance mondiale de l'année de LaShawn Merritt, et établit un nouveau record national. Il devance au classement général final Jermaine Gonzales et Chris Brown.

### 2012: Titre olympique à Londres
Fin avril 2012, Kirani James court un 400 m lancé en 43 s 80 lors du relais 4 × 400 m des Penn Relays.[réf. nécessaire]
Lors du meeting de Daegu, le 16 mai 2012, Kirani James court son premier 400 m de la saison en 44 s 72 soit 1 centième plus vite que la rentrée de Lashawn Merritt, ce temps constitue également la deuxième meilleure performance de l'année. Le 6 août 2012, aux Jeux olympiques de Londres, il devient le premier médaillé olympique de Grenade en s'imposant en finale du 400 m dans le temps de 43 s 94. Devançant le Dominicain Luguelín Santos (44 s 46) et le Trinidadien Lalonde Gordon (44 s 52), Kirani James améliore de 4/10e son record personnel en descendant pour la première fois de sa carrière sous les 44 secondes, performance faisant de lui le 9e homme le plus rapide de tous les temps sur cette distance. Il établit par ailleurs la meilleure performance mondiale de l'année détenue jusqu'alors par LaShawn Merritt, éliminé dès les séries sur blessure.

### 2013: Désillusion aux Championnats du monde

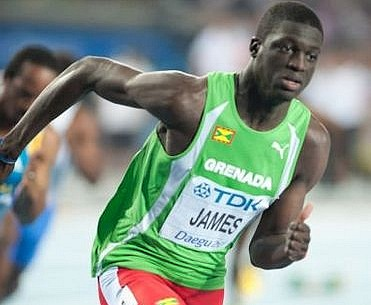
Kirani James

Après avoir couru en 44 s 72 le 12 avril à Nassau, James améliore sa meilleure performance mondiale avec 44 s 02 à Shanghai en distançant LaShawn Merritt (44 s 60). Ce dernier défait James de 7 centièmes lors du Prefontaine Classic 2013. Le 27 juin il bat le record du Golden Spike d'Ostrava détenu depuis 1976 par Alberto Juantorena en devançant notamment Wade van Niekerk. Il confirme en descendant sous les 44 s lors du meeting Areva de Saint-Denis le 6 juillet 2013, battant à nouveau Merritt. Le 26 juillet il remporte facilement le 400 m du London Grand Prix.
Malgré ce début d'année prometteur, Kirani James échoue nettement en finale du 400 m des Championnats du monde et ne se classe que 7e avec un chrono de 44 s 99, à plus d'une seconde du septuple champion du monde Lashawn Merritt qui réalise la meilleure performance mondiale (43 s 74). Il termine sa saison à Zurich avec une deuxième place en 44 s 32 derrière le champion du monde.

### 2014: record personnel en 43 s 74
En 2014, Kirani James réalise sa course de rentrée la plus rapide, 44 s 60, lors des Drake Relays, mais est battu par Merritt (44 s 44). Les deux athlètes se retrouvent ensuite au meeting Prefontaine d'Eugene, où ils réalisent tous deux 43 s 97, la photo-finish déclarant James vainqueur.
Lors de leur troisième confrontation de la saison, au meeting de Lausanne le 3 juillet, James bat son record personnel avec 43 s 74, ce qui constitue la meilleure performance mondiale de l'année sur 400 m, Merritt terminant deuxième en 43 s 92. Après cette course, le Grenadien mène 7-5 en confrontation directe avec l'Américain.

Lors des Jeux du Commonwealth, il remporte la médaille d'or sur 400 mètres avec un temps de 44 s 24, devant le Sud-Africain Wayde van Niekerk et le Trinidadien Lalonde Gordon, avec au passage le record de la compétition. En fin de saison, il sort vainqueur du British Grand Prix de Birmingham en bouclant les 400 m dans le temps de 44 s 59.

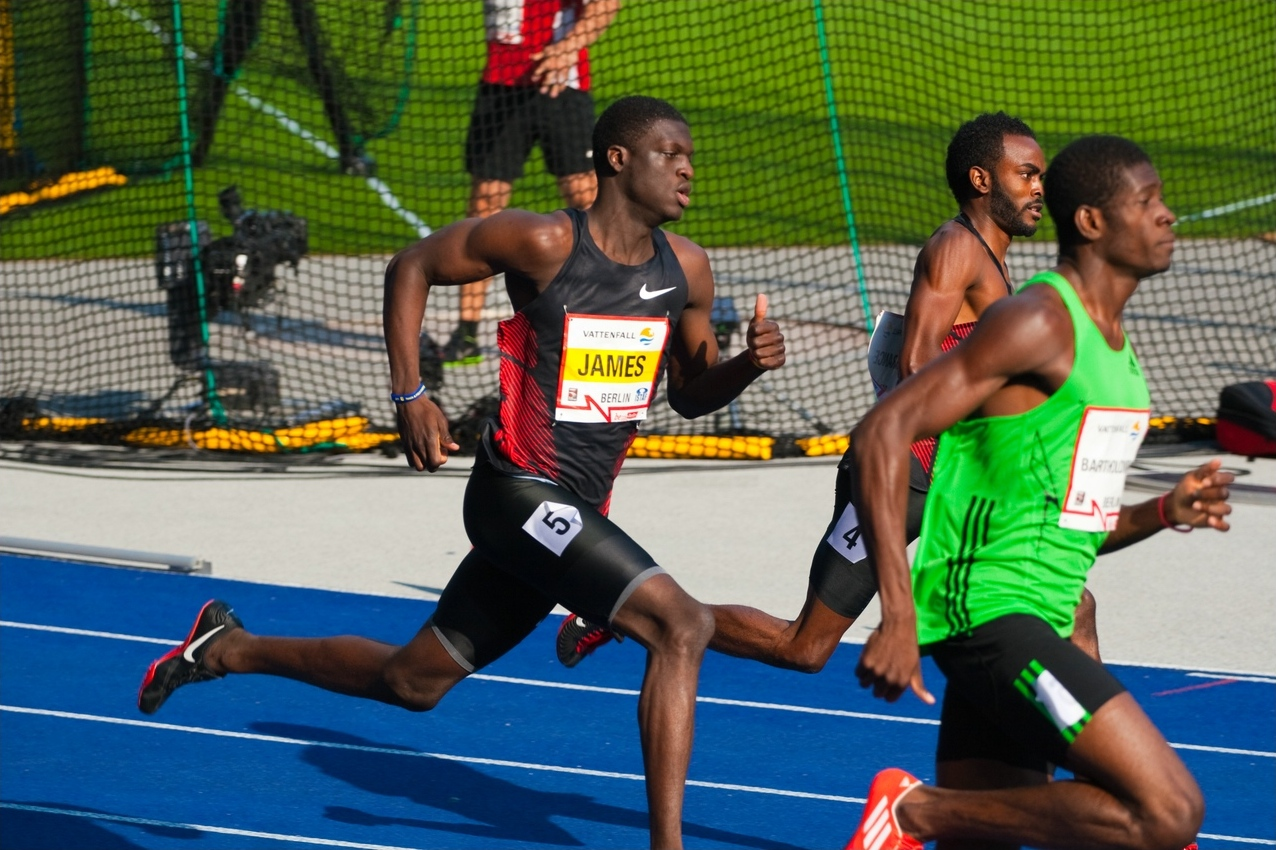
Kirani James en 2011 lors du meeting ISTAF de Berlin

### 2015: médaillé de bronze aux Mondiaux de Pékin
Il commence la saison 2015 avec une meilleure performance mondiale de 44 s 31 à Tempe (Arizona), devant son compatriote Bralon Taplin. Il récidive en 44 s 22 lors des Drake Relays à Des Moines (Iowa) le 24 avril ; sous la pluie il bat le record du meeting détenu par Michael Johnson depuis 1996. Au mois de mai il enchaîne deux victoires en Ligue de diamant : à Shanghai, où il bat largement LaShawn Merritt, puis à Eugene où il réalise 43 s 95 contre 44 s 51 pour l'Américain. Après une victoire facile à Rabat, James subit à Saint-Denis sa première défaite de la saison, face au Sud-Africain Wayde van Niekerk qui bat le record d'Afrique.
Il se qualifie le 24 août pour la finale des Championnats du monde de Pékin en réalisant 44 s 16 en demi-finale. Face à une concurrence relevée, avec trois athlètes descendus sous les 44 seconde en 2015 dont le Saoudien Yousef Masrahi en séries, James termine troisième de la finale en 43 s 78, à 4 centièmes de son meilleur temps. Le vainqueur, Van Niekerk, et le 2e, Merritt, battent tous deux leur record personnel.
Une semaine plus tard à Zurich, il termine second derrière Merritt et devant Van Niekerk, et s'adjuge la première place de la Ligue de diamant.

### 2016: vice-champion olympique à Rio
Comme en 2015, Kirani James commence la saison par deux meilleures performances mondiales : 44 s 36 le 16 avril au Chris Brown Bahamas Invitational de Nassau, avec près d'une seconde d'avance sur l'Américain Tony McQuay, puis 44 s 08 le 29 avril aux Drake Relays, où il bat Lashawn Merritt de 14 centièmes. En plus d'être le record de la compétition, il s'agit du deuxième meilleur temps jamais réalisé durant les quatre premiers mois de l'année, derrière les 43 s 75 de Michael Johnson datant de 1997.
Après une victoire en 44 s 15 au meeting de la Grande Caraïbe de Baie-Mahault, record du meeting, James prend à nouveau l'avantage sur Merritt au meeting Prefontaine d'Eugene
Le 5 août 2016, il est le porte-drapeau de la Grenade lors de la cérémonie d'ouverture des Jeux olympiques de 2016 à Rio. Titré à Londres en 2012, Kirani James ne parvient pas à conserver son titre olympique, battu par le Sud-africain Wayde van Niekerk qui établit un nouveau record du monde de la discipline en 43 s 03. Le Grenadien, pour sa part, termine en 43 s 76, à deux centièmes de son record personnel.
Kirani James est l'un des meilleurs athlètes de tous les temps sur la discipline, enregistrant pendant cinq saisons actuelles consécutives sous les 44 secondes, avec 43 s 96 comme temps le plus bas (Paris 2013) et 43 s 74 son record personnel (Lausanne 2014).

### 2021: médaillé de bronze olympique à Tokyo
De retour de blessure, qui l'a contraint à faire quasiment l'impasse sur la saison 2017, sauf un 45 s 44 couru à St. George's le 8 avril 2017, Kirani James débute bien la saison 2018 le 9 juin à Kingston, en enlevant le 400 m en 44 s 35. Le 21 juillet, à Londres, il termine 3e en 44 s 50.
Il se classe 5e des championnats du monde de 2019 à Doha en 44 s 54.
De retour à son meilleur niveau lors des Jeux Olympiques de Tokyo en août 2021, le Grenadien signe le meilleur temps des demi-finales du 400 m en 43 s 88. Il se classe ensuite troisième de la finale en 44 s 19 derrière le Bahaméen Steven Gardiner et le Colombien Anthony José Zambrano, ce qui lui permet de compléter sa collection de médailles olympiques après l'or à Londres et l'argent à Rio.
Aux championnats du monde 2022 à Eugene, Kirani James empoche l'argent en 44 s 48, derrière Michael Norman et devant Matthew Hudson-Smith. Il est désormais en possession de toutes les médailles (or, argent et bronze) sur 400 m lors des Jeux olympiques et lors des championnats du monde.
Aux Mondiaux de Budapest l'année suivante, il se qualifie à nouveau pour la finale du 400 m mais est disqualifié alors qu'il avait franchi la ligne d'arrivée en 5e position.

## Palmarès
| Date | Compétition                    | Lieu             | Résultat | Épreuve | Temps   |
| ---- | ------------------------------ | ---------------- | -------- | ------- | ------- |
| 2007 | Championnats du monde cadets   | Ostrava          | 2e       | 400 m   | 46 s 96 |
| 2008 | Championnats du monde juniors  | Bydgoszcz        | 2e       | 400 m   | 45 s 70 |
| 2009 | Championnats du monde cadets   | Bressanone       | 1er      | 200 m   | 21 s 05 |
| 2009 | Championnats du monde cadets   | Bressanone       | 1er      | 400 m   | 45 s 24 |
| 2010 | Championnats du monde juniors  | Moncton          | 1er      | 400 m   | 45 s 89 |
| 2011 | Championnats du monde          | Daegu            | 1er      | 400 m   | 44 s 60 |
| 2011 | Ligue de diamant               | Ligue de diamant | 1er      | 400 m   | détails |
| 2012 | Championnats du monde en salle | Istanbul         | 6e       | 400 m   | 46 s 21 |
| 2012 | Jeux olympiques                | Londres          | 1er      | 400 m   | 43 s 94 |
| 2013 | Championnats du monde          | Moscou           | 7e       | 400 m   | 44 s 99 |
| 2014 | Jeux du Commonwealth           | Glasgow          | 1er      | 400 m   | 44 s 24 |
| 2015 | Championnats du monde          | Pékin            | 3e       | 400 m   | 43 s 78 |
| 2015 | Ligue de diamant               | Ligue de diamant | 1er      | 400 m   | détails |
| 2016 | Jeux olympiques                | Rio de Janeiro   | 2e       | 400 m   | 43 s 76 |
| 2019 | Championnats du monde          | Doha             | 5e       | 400 m   | 44 s 54 |
| 2021 | Jeux olympiques                | Tokyo            | 3e       | 400 m   | 44 s 19 |
| 2022 | Championnats du monde          | Eugene           | 2e       | 400 m   | 44 s 48 |
| 2022 | Ligue de diamant               | Ligue de diamant | 1er      | 400 m   |         |
| 2023 | Championnats du monde          | Budapest         | finale   | 400 m   | DQ      |
| 2023 | Ligue de diamant               | Ligue de diamant | 1er      | 400 m   | 44 s 30 |
| 2024 | Jeux olympiques                | Paris            | 5e       | 400 m   | 43 s 87 |

- Autres titres internationaux : vainqueur des Jeux de la Carifta en 2007 (400 m), 2008 (200 et 400 m), 2009 (400 m) et 2010 (200 et 400 m).

## Records

### Records personnels
| Épreuve | Épreuve   | Performance | Lieu         | Date            |
| ------- | --------- | ----------- | ------------ | --------------- |
| 200 m   | Plein air | 20 s 41     | El Paso      | 16 avril 2011   |
| 400 m   | Plein air | 43 s 74     | Lausanne     | 3 juillet 2014  |
| 400 m   | En salle  | 44 s 80     | Fayetteville | 27 février 2011 |

### Meilleures performances par année
| Année | Temps   | Date              | Lieu                    |
| ----- | ------- | ----------------- | ----------------------- |
| 2007  | 46 s 96 | 13 juillet 2007   | Ostrava                 |
| 2008  | 45 s 70 | 10 juillet 2008   | Bydgoszcz               |
| 2009  | 45 s 24 | 10 juillet 2009   | Bressanone              |
| 2010  | 45 s 01 | 16 mai 2010       | Knoxville               |
| 2011  | 44 s 36 | 8 septembre 2011  | Zurich                  |
| 2012  | 43 s 94 | 6 aout 2012       | Londres                 |
| 2013  | 43 s 96 | 6 juillet 2013    | Paris                   |
| 2014  | 43 s 74 | 3 juillet 2014    | Lausanne                |
| 2015  | 43 s 78 | 26 août 2015      | Pékin                   |
| 2016  | 43 s 76 | 14 août 2016      | Rio de Janeiro          |
| 2017  | 45 s 44 | 8 avril 2017      | Saint-Georges (Grenade) |
| 2018  | 44 s 35 | 9 juin 2018       | Kingston                |
| 2019  | 44 s 23 | 2 octobre 2019    | Doha                    |
| 2021  | 43 s 88 | 2 août 2021       | Tokyo                   |
| 2022  | 44 s 02 | 28 mai 2022       | Eugene                  |
| 2023  | 44 s 30 | 16 septembre 2023 | Eugene                  |